# میناس (نقاش)
میناس (ارمنی: Մինաս) نقاش سده هفدهم میلادی ارمنی‌تبار اهل ایران بود.

## میناس
متأسفانه دربارهٔ شرح حال این نقاش چیره‌دست اطلاعات کافی نداریم جز مختصری که مورخ ارمنی مشهور به آراکل داوریژتسی در کتاب تاریخ ارامنه خود از او یاد کرده است با اینکه در زمان خود، نقاش میناس شهرت بزرگی را در فن نقاشی کسب کرده است و کاخ‌های سلطنتی و منازل تجار ارامنه و کلیساها را نقاشی کرده است ولی اثر کتبی از خود باقی نگذاشته است و کوشش محققان در این راه بی ثمر مانده است تا اینکه بعد از جستجوی زیاد خدا به من یاری داد تا بتوانیم در بین یک کتیبه که در مواقع تعمیر قسمتی از نقاشی‌های کلیسای بیت‌اللحم که توسط اداره فرهنگ و هنر انجام می‌گرفت پیدا کنیم که نام میناس در آنجا ذکر شده است و این اولین و آخرین سند کتبی می‌باشد که در بین نقاشی‌ها پیدا شده است …
در سال‌های اخیر هنگام طبقه‌بندی و مطالعه اسناد موجود در کلیسای وانک، اصفهان مشخص گردید که وی نه تنها نقاشی مشهور در اصفهان بلکه در کل ایران بوده، ضمناً استاد نقاشی رضا عباسی نیز بوده که در تهران موزه‌ای به نام او وجود دارد.